# 沃索鎮區 (明尼蘇達州賴斯縣)
沃索鎮區（英語：Warsaw Township）是位於美國明尼蘇達州賴斯縣的一個行政鎮區。

## 歷史
沃索鎮區於1858年成立，得名自紐約州的沃索。

## 地方資料
沃索鎮區的面積為90.67平方千米，當中陸地面積為83.84平方千米，而水域面積為6.82平方千米。根據2020年美國人口普查的數據，當地共有人口1276人，而人口密度為每平方千米14.07人。